# Ruta 935 (Costa Rica)
La Ruta 935, oficialmente Ruta Nacional Terciaria 935, es una ruta nacional de Costa Rica ubicada en la provincia de Guanacaste.

## Descripción
En la provincia de Guanacaste, la ruta atraviesa el cantón de La Cruz (el distrito de La Cruz).